# 幻華 (松本清張)
『幻華』（げんか）は、松本清張の長編小説。『オール讀物』に連載され（1983年2月号 - 1984年6月号、連載中の挿絵は濱野彰親）、1985年5月、文藝春秋より刊行された。

## あらすじ
銀座を放浪して三十年の小寺伍助は、映画プロデューサーの森園忠郎と銀座八丁目で邂逅し、一世を風靡したクラブ「ブルーボネー」の近況が話題に出る。しばらくぶりに再訪したブルーボネーは閑古鳥が啼き、ママの鳥井香津子は酒乱になっていた。
ブルーボネーは北陸の小さな町から上京した香津子が、教養ある紳士の社交場として店を持ち、財界や政界のトップに加えて文化人も一堂に集まる、銀座を代表する高級サロンとなった。関西から春子の運営する「クラブ・小春」が銀座に進出すると、香津子は小春に乗り込んで火花を散らし、うち負かしたことで絶頂となる。しかし情勢は変わり、客層は変化、高貴なエリート客の集団は散じ、芸術家・文士を厚遇したブルーボネーは、時代に対応し得ない営業方針で次第にとり残され、衰微していった。ブルーボネーにホステスとして勤めていた狩野富子、生駒桐子、片山泰子はそれぞれひとり立ちし、社用族向けの気易いクラブを持ち成功しているが、もう六年も七年もブルーボネーをのぞこうともしない。
伍助は三人のママを説得し、香津子を元気づけるためにパーティを開こうとする。しかし、Rホテルで催した開店三十周年記念パーティは盛大に開かれるも、内容は主役の香津子がかすんでしまい、ブルーボネー出身の三ママが跳梁、時代の変遷、客層の変化をまざまざと見せつけられ、大失敗に終わる。
一か月後、香津子は、伍助たちが企画した内輪の祝賀会のステージで、万雷の拍手に囲まれ、最高の幸福感に包まれる。

## 主な登場人物
鳥井香津子
銀座で一世を風靡した老舗クラブ「ブルーボネー」のママ。上背が高く大柄。北陸の出身。
小寺伍助
小寺誠心堂製薬の会長。会長は名ばかりで隠居同様、夜の銀座を彷徨している。67歳。
森園忠郎
東邦映画の常務でプロデューサー。
春子
北新地から銀座に乗り込んできた「クラブ・小春」のママ。京美人。
狩野富子
クラブ「サンレモ」のママ。「ブルーボネー」出身。
生駒桐子
クラブ「マルジュ」のママ。「ブルーボネー」出身。
片山泰子
クラブ「サボア」のママ。「ブルーボネー」出身。
多田秀平
極東生命保険の会長。かつての香津子の最大のパトロン。
小栗芳子
「ブルーボネー」の現マネージャー。

## エピソード
- 本作の連載当時、霧プロダクションに勤務していた林悦子は、清張が「あなたは『サンセット大通り』という映画を見たことがあるかね」「往年のハリウッドの大スターが、年老いても華やかな銀幕スターだった過去が忘れられず、最後には発狂してしまうんだ。特にそのラストが印象的で、自分が今も大スターだと思い込んでいる彼女が、自分の屋敷の大階段を大芝居を演じながら、しずしずと降りてくるんだよ」と身振り手振りでそのシーンを再現し、「過去の栄光が華やかであればあるほど、誰も自分を相手にしてくれなくなった孤独な最期は惨めなものだ。銀座一のバーのママを主人公にしてそういう小説を今度オール（『オール讀物』）に連載しようと思っているんだが、どうかね」とその大筋を話して反応を観察していたと回顧し、「この作品が発表された頃、川口松太郎氏の『夜の蝶』を彷彿とさせると言われもしたが、その意味では全く違うテーマの作品」と述べている[1]。
- 当時清張が通っていた銀座のバーは、「眉」「ラモール」「花ねずみ」といった文壇バーであった[2]。「眉」は京都から進出した「おそめ」からの独立組であり、「エスポワール」の川辺るみ子と「おそめ」の上羽秀は1950年代後半の銀座のクラブの二強として知られるが、「おそめ」の客層が「エスポワール」と被っていたため、多くの客が流れたこと、常連客が「おそめ」にいると知った川辺るみ子が、押しかけて上羽秀を平手打ちしたなどの逸話が知られている[3]。本作の鳥井香津子は川辺るみ子同様に背の高い設定[4]、春子は上羽秀同様に京美人の設定となっており[5]、また「ブルーボネー」が「鳥井学校」と呼ばれる設定[6]は、「眉」が「銀座大学」と称されたことと共通している[3]。